# Nguyễn Lữ
Nguyễn Lữ (chữ Hán: 阮侶; auch Nguyễn Văn Lữ; * um 1754; † Ende 1787) war neben seinen Brüdern Nguyễn Nhạc und Nguyễn Huệ einer der Anführer der Tây-Sơn-Rebellion. Ab Ende 1786 regierte er als Đông Định Vương über den südlichsten Teil des Tây-Sơn-Reiches. Er besaß jedoch weder die staatsmännischen noch die militärischen Fähigkeiten seiner beiden Brüder und wurde wenig später von Nguyễn Phúc Ánh besiegt.

## Leben

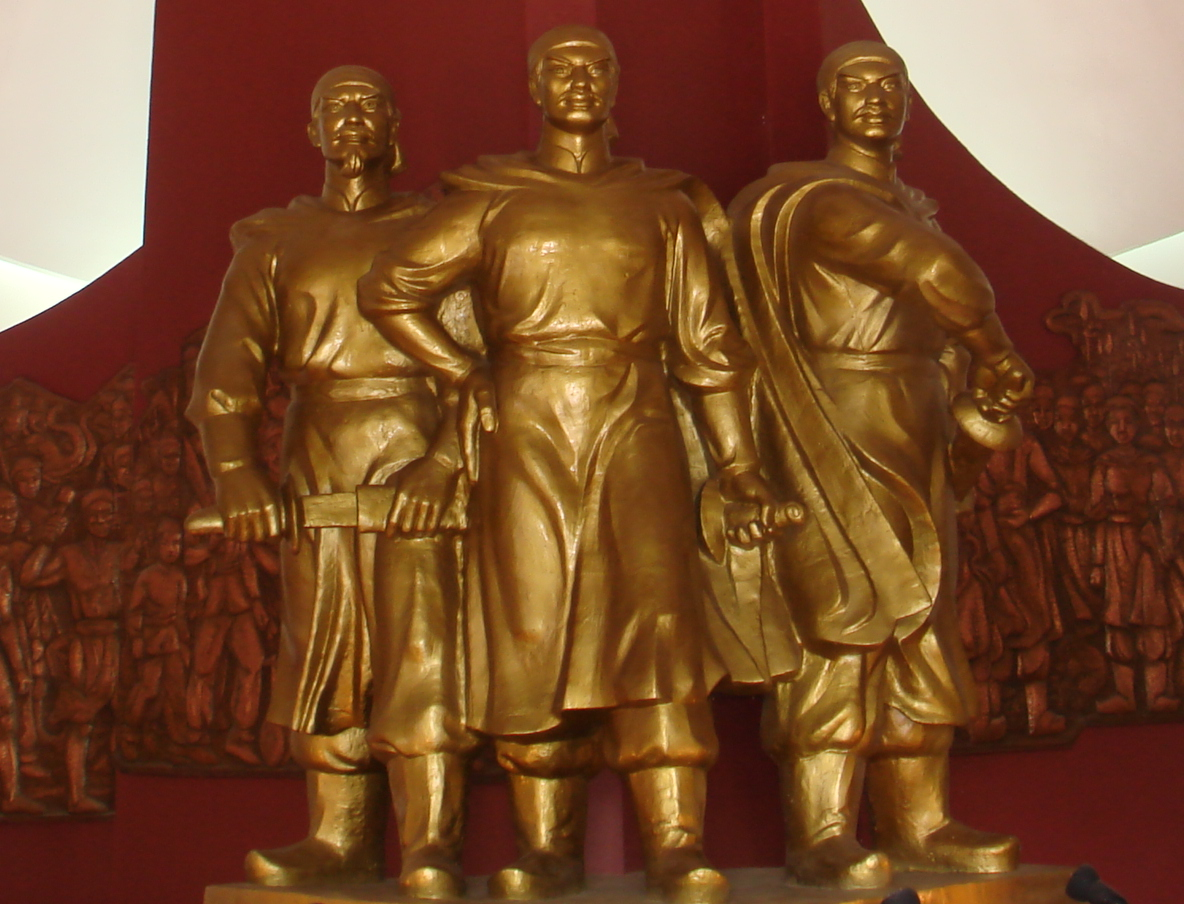
Moderne Statuengruppe der Tây-Sơn-Brüder im Quang-Trung-Museum

Nguyễn Lữ war einer von drei Söhnen des Nguyễn Phi Phúc aus dem Dorf Tây Sơn in der südvietnamesischen Provinz Quy Nhơn (Bình Định). Er war etwa zehn Jahre jünger als Nguyễn Nhạc und ungefähr gleichen Alters wie Nguyễn Huệ. In seiner Jugend lebte er einige Zeit als buddhistischer Mönch.
Erstmals eigenständig in Erscheinung trat Nguyễn Lữ Anfang 1776, als er im Auftrag seines älteren Bruders eine Flottenexpedition von Quy Nhơn nach Gia Định (Saigon) anführte und die von den Nguyễn-Fürsten beherrschte Stadt eroberte. Dabei konnten zahlreiche Schätze und Reisvorräte erbeutet werden; außerdem wurde der feindliche General Bùi Hữu Lễ gefangen genommen und getötet. Nguyễn Nhạc nahm diesen Erfolg zum Anlass, um sich kurz darauf selbst zum König zu ernennen. Doch bereits zwei Monate später eroberte der Nguyễn-Befehlshaber in Mỹ Tho, General Đỗ Thanh Nhơn, die Stadt zurück. Besiegt musste Nguyễn Lữ sich nach Quy Nhơn zurückziehen. Der dritte Bruder Nguyễn Huệ übernahm daraufhin die militärische Führung. Bei den folgenden Feldzügen, die zur vollständigen Unterwerfung des Südens führten, besaß Nguyễn Lữ nur noch ein untergeordnetes Kommando.
Stattdessen übte er in den nächsten Jahren die Oberaufsicht über die religiösen Angelegenheiten des Tây-Sơn-Staatswesens aus, stand aber völlig im Schatten seiner beiden viel machtbewussteren Brüder.
Nachdem Nguyễn Huệ 1786 auch den Norden Vietnams erobert hatte, teilten die Brüder gegen Ende des Jahres das Reich unter sich auf. Nguyễn Lữ erhielt den äußerten Süden mit der Hauptstadt Gia Định und nahm den Herrschertitel Đông Định Vương („König der östlichen Stabilisierung“) an.
Trotz der Teilung kam es wenig später zum Bruderkrieg. Nguyễn Lữ unterstützte Nguyễn Nhạc und entsandte seine Truppen in den Norden, die dort jedoch von Nguyễn Huệ besiegt wurden. Der im siamesischen Exil lebende Prinz Nguyễn Phúc Ánh erkannte die Gelegenheit und kehrte mit einigen Getreuen im Sommer 1787 ins Mekongdelta zurück, wo die meisten lokalen Statthalter bald zu ihm überliefen. Nguyễn Lữ zog sich nach Biên Hòa zurück und wies seinen General Phạm Văn Tham an, Gia Định zu verteidigen. Der Angriff der Nguyễn wurde abgewehrt. Der Nguyễn-Prinz ließ nun jedoch einen Brief fälschen, in dem angeblich Nguyễn Nhạc seinen jüngeren Bruder Lữ anwies, den General Phạm Văn Tham wegen Verrats hinrichten zu lassen. Die als Briefbotin eingesetzte Spionin wurde planmäßig in Gia Định festgenommen, so dass der Brief in die Hände des Generals geriet. Dieser wollte den Vorwurf des Verrats widerlegen und begab sich mit einigen Truppen in Richtung Biên Hòa zu Nguyễn Lữ. Als Zeichen seiner Verhandlungsbereitschaft schwenkte er eine weiße Flagge. Als Nguyễn Lữ dies sah, ging er jedoch davon aus, dass Phạm Văn Tham gegenüber den Nguyễn kapituliert hatte oder sogar übergelaufen war. Sein Reich schien ihm verloren; voller Panik floh er bis nach Quy Nhơn. Dort starb er Ende des Jahres gedemütigt am Hof seines Bruders, wobei die Todesursache unbekannt ist. General Phạm Văn Tham konnte Gia Định noch ein Dreivierteljahr lang halten; Anfang September 1788 fiel die Stadt endgültig an die Nguyễn.